# Christophe Mathieu
Christophe Mathieu, né le 20 janvier 1712 à Lodelinsart (actuelle Belgique) et décédé le 5 avril 1783 à Noyant, est un des premiers entrepreneurs du charbon français. Second fils de Jacques Mathieu, frère de Pierre et Jean-Pierre-Joseph, il prend part aux travaux ayant mené à la découverte de la houille grasse en 1734 à la fosse du Pavé à Anzin. Il est spécialisé dans les mécaniques et a notamment travaillé sur la première machine à vapeur.
Il quitte les mines de Fresnes-sur-Escaut en 1738 pour s'atteler à d'autres chantiers d'envergure, et rentre vingt ans plus tard, en 1758, un an après la création de la Compagnie des mines d'Anzin pour travailler à la recherche de charbon pour des sociétés concurrentes, qui n'ont pas connu la même longévité que la Compagnie d'Anzin. En 1770, il obtient la permission de rechercher de la houille dans la seigneurie de Noyant, dont il est propriétaire depuis peu.
Marié à Jeanne-Florence Quinquempoix, il a eu d'elle quatre fils et trois filles, dont certains se sont en 1809 associés à la Compagnie d'Anzin.

## Biographie
Christophe Mathieu est le second fils de Jacques, après Pierre. Il est né le 20 janvier 1712 à Lodelinsart, et aide d'abord son père dans les travaux des mines du Hainaut. C'est ainsi qu'il vient à Anzin et a pris part avec son frère Pierre aux travaux qui ont amené à la découverte de la houille à la fosse du Pavé. À la suite de cette découverte, son père ayant quitté l'établissement de Fresnes, Christophe en devient le directeur. Il s'occupe spécialement de mécanique et a été chargé de l'exécution de la première machine à vapeur, dont les pièces lui sont toutes passées par les mains.
Christophe quitte Fresnes en 1738, et va diriger successivement des travaux d'épuisement au port de Gravelines, aux mines de Litry, de Poullaouen (29) , d'Ingrande, de Recille et de Sauvigne. De retour à Condé-sur-l'Escaut en 1758, à l'époque de la formation de la Compagnie des mines d'Anzin, il demande inutilement la concession d'un terrain qui a été accordé à cette compagnie. En 1759, il entre dans la Société de Mortagne, et en 1762, dans celle d'Odomez. Plus tard, en 1770, Christophe obtient la permission d'extraire la houille dans la seigneurie de Noyant (Allier), dont il est devenu propriétaire.
Vers 1850, la date et le lieu de sa morts sont inconnus. Il a épousé Jeanne-Florence Quinquempoix, et eu sept enfants, dont quatre fils :
- Jacques-Joseph Mathieu de Noyant, ingénieur des mines, qui vient habiter Paris ;
- Jean-Pierre ;
- Louis-Gabriel-Hervé ;
- Jacques-Christophe Mathieu de la Salle, également ingénieur des mines, qui habite le château de Noyant ;
- Marie-Françoise ;
- Constance ;
- Anne-Joseph-Alexandrine, qui épouse messire Jean-Nicolas de Brossard, chevalier seigneur de Boismalet et Laperière. Tous meurent sans enfants, excepté cette dernière[GC 2].

Les enfants de Christophe Mathieu ont hérité de leur père la propriété de la terre de Noyant, et la concession des mines qui s'y trouvent. En 1809, ils s'associent à la Compagnie d'Anzin ou à quelques-uns de ses principaux intéressés, et leur vendent la terre de Noyant en 1810.